# René Blanchet
René Blanchet (né le 22 juin 1941) est un géologue français,.

## Distinctions
- Commandeur de la Légion d'honneur (2021)
- Commandeur de l'ordre national du Mérite (2012)
- Commandeur de l'ordre des Palmes académiques, de plein droit en tant que recteur d'académie[3].